# Biston achyra
Biston achyra är en fjärilsart som beskrevs av Eugen Wehrli 1936. Biston achyra ingår i släktet Biston och familjen mätare, Geometridae. Inga underarter finns listade i Catalogue of Life.